# Moisés Camacho
Moisés Camacho (* 27. April 1947 in Iguala, Guerrero) ist ein ehemaliger mexikanischer Fußballspieler auf der Position des Torwarts.

## Leben
Moisés Camacho Soto begann seine Karriere als Profifußballspieler beim CD Zacatepec, bei dem er von 1970 bis 1975 unter Vertrag stand. Vor der Saison 1975/76 unterschrieb er beim Atlético Español FC, mit dem er im März 1976 den CONCACAF Champions’ Cup des Spieljahres 1975 (!) gewann.
1978 wechselte Camacho zum Puebla FC, bei dem er die nächsten neun Jahre bis 1987 unter Vertrag stand und im Alter von 40 Jahren seine aktive Laufbahn beendete. In der Saison 1982/83 gewann er mit den Camoteros die mexikanische Meisterschaft.
Zwischen dem 1. August 1975 (2:3 gegen die DDR) und dem 1. Februar 1977 (5:1 gegen Jugoslawien) absolvierte Camacho insgesamt acht Länderspieleinsätze für El Tri.

## Erfolge
- Mexikanischer Meister: 1982/83
- CONCACAF-Champions’-Cup-Sieger: 1975